# Nuoto ai XVIII Giochi del Mediterraneo - 50 metri dorso maschili
La gara dei 50 metri dorso maschili dei XVIII Giochi del Mediterraneo si è svolta il 23 giugno 2018. Al mattino si sono svolte le batterie, mentre la finale si è disputata nel pomeriggio.

## Podio
| Pos. | Atleta             | Nazione |
| ---- | ------------------ | ------- |
|      | Simone Sabbioni    | Italia  |
|      | Niccolò Bonacchi   | Italia  |
|      | Apostolos Christou | Grecia  |

## Record
Prima della manifestazione il record del mondo (RM) e il record dei Giochi del Mediterraneo (RG) erano i seguenti.
|  | 24"04 | Liam Tancock      | 2 agosto 2009 Roma     |
|  | 24"73 | Aschwin Wildeboer | 27 giugno 2009 Pescara |

Durante la competizione non sono stati migliorati record.

## Risultati

### Batterie
| Pos. | Batteria | Corsia | Atleta                     | Nazionalità          | Tempo | Note |
| ---- | -------- | ------ | -------------------------- | -------------------- | ----- | ---- |
| 1    | 3        | 4      | Niccolò Bonacchi           | Italia               | 25"34 | Q    |
| 2    | 2        | 4      | Apostolos Christou         | Grecia               | 25"43 | Q    |
| 3    | 1        | 4      | Simone Sabbioni            | Italia               | 25"49 | Q    |
| 4    | 1        | 5      | Hugo González de Oliveira  | Spagna               | 25"59 | Q    |
| 5    | 3        | 5      | Nikolaos Sofianidis        | Grecia               | 25"90 | Q    |
| 6    | 3        | 3      | Youssef Said               | Egitto               | 25"97 | Q    |
| 7    | 2        | 3      | Sergio Campos              | Spagna               | 26"03 | Q    |
| 8    | 2        | 5      | Alexis Santos              | Portogallo           | 26"18 | Q    |
| 9    | 2        | 2      | Tryfonas Hadjichristoforou | Cipro                | 26"31 |      |
| 10   | 1        | 2      | Anže Ferš Eržen            | Slovenia             | 26"44 |      |
| 10   | 1        | 3      | Gabriel José Lopes         | Portogallo           | 26"44 |      |
| 12   | 2        | 6      | İskender Baslakov          | Turchia              | 26"62 |      |
| 13   | 3        | 1      | Driss Lahrichi             | Marocco              | 26"68 |      |
| 14   | 3        | 2      | Vangelis Zorbis            | Cipro                | 26"93 |      |
| 15   | 2        | 7      | Anton Lončar               | Croazia              | 27"24 |      |
| 16   | 1        | 6      | Geoffroy Mathieu           | Francia              | 27"43 |      |
| 17   | 3        | 3      | Ege Başer                  | Turchia              | 27"51 |      |
| 18   | 3        | 7      | Ryad Bouhamidi             | Algeria              | 27"59 |      |
| 19   | 1        | 7      | Abdelrahman Elaraby        | Egitto               | 27"81 |      |
| 20   | 2        | 1      | Dion Kadriu                | Bosnia ed Erzegovina | 30"43 |      |

### Finale
| Pos. | Corsia | Atleta                    | Nazionalità | Tempo | Note |
| ---- | ------ | ------------------------- | ----------- | ----- | ---- |
|      | 3      | Simone Sabbioni           | Italia      | 25"11 |      |
|      | 4      | Niccolò Bonacchi          | Italia      | 25"21 |      |
|      | 5      | Apostolos Christou        | Grecia      | 25"35 |      |
| 4    | 6      | Hugo González de Oliveira | Spagna      | 25"56 |      |
| 5    | 2      | Nikolaos Sofianidis       | Grecia      | 25"71 |      |
| 6    | 1      | Sergio Campos             | Spagna      | 26"06 |      |
| 7    | 8      | Alexis Santos             | Portogallo  | 26"07 |      |
| 7    | 7      | Youssef Said              | Egitto      | 26"07 |      |